# Анишоара Кушмир Станчу
Анишоара Кушмир-Станчу (рум. Anișoara Cușmir-Stanciu; Браила, 28. јун 1962) била је румунска атлетичарка, специјалиста за скок удаљ, светска рекордерка, и олимпијска победница.

## Спортска биографија
Дана 1. августа 1982. на такмичењу у Букурешту две младе румунске атлетичарке, Анисоара Кусмир и Вали Јонеску су поправиле светски рекорд у скоку удаљ, који је претходно износио 7,09 м. Кусмирова је прва скочила 7,15 м а затим Вали Јонеску 7,20 м. Овим успехом њих две су биле велики фаворити на Европском првенству које је одржано почетком септембра у Атини. Титулу је освојила Вали Јонеску са 6,79 метара испред Анисоаре Кусмир која је скочила на 6,73 м. Совјетска представница Јелена Иванова завршила је као трећа, а млада Хајке Дрекскер|Хајке Дауте из Источне Немачке (која ће после удаје обележити историју скока удаљ као Хајке Дрекслер) завршила је на четвртом месту са 6,71 м.
У Букурешту 15. маја 1983. Анисоара Кусмир побољшала је светски рекорд на 7,21 м. Након три недеље, поново у Букурешту поправила је светски рекорд најпре на 7,27 па 7,43 м. На првом Светском првенству 1983, четири такмичарке прескочиле су преко 7 м. Победила је Хајке Дауте са 7,27 м, испред Анисоара Кусмир са 7,15 м. Обе су у свим скоковима током финала прескочиле 7 метара.
Крајем 1983, удала се за румунског спринтера Паула Станчуа.
Летње олимпијске игре 1984. у Лос Анђелесу су бојкотоване од стране земље Источног блока па Хајке Дрекслер није учествовала. Румунија је учествовала са две такмичарке и освојила прва два места. Анисоара Кусмир-Станчу је била прва, а Вали Јонеску друга.
Убрзо после Олимпијских игара повукла се из врхунског спорта.